# Charli XCX
Charli XCX, vlastním jménem Charlotte Emma Aitchison (* 2. srpna 1992), je anglická zpěvačka. Narodila se v Cambridge skotskému otci Jon Aitchisonovi a muslimské matce indického původu z Ugandy, Shameeře. Studovala na Bishop's Stortford College a později na Slade School of Fine Art, avšak obě školy opustila před dokončením. V roce 2008 začala své písně publikovat na internetu a téhož roku vydala své první album. Předtím, než začala pořádat vlastní koncertní turné, dělala předskokana hudebníkům, jako byli například Katy Perry, Ellie Goulding nebo Coldplay.

## Osobní život
V roce 2022 navázala vztah s Georgem Danielem, britským bubeníkem indie rockové kapely The 1975. V listopadu 2023 se dvojice zasnoubila a 19. července 2025 se vzali.

## Umělecká kariéra

### Brat
7. června 2024 vydala kriticky oceňované a podle svých slov provokativní album Brat, jehož přebal se stal virálním na sociálních sítích, k propagaci ho využily mnohé firmy a propsal se i do prezidentské kampaně Kamaly Harrisové.

## Diskografie
- True Romance (2013)
- Sucker (2014)
- Charli (2019)
- How I'm Feeling Now (2020)
- Crash (2022)
- Brat (2024)